# Amphipogon amphipogonoides
Amphipogon amphipogonoides är en gräsart som först beskrevs av Ernst Gottlieb von Steudel, och fick sitt nu gällande namn av Joyce Winifred Vickery. Amphipogon amphipogonoides ingår i släktet Amphipogon och familjen gräs. Inga underarter finns listade i Catalogue of Life.